# Aeranthes bathieana
Aeranthes bathieana är en orkidéart som beskrevs av Rudolf Schlechter. Aeranthes bathieana ingår i släktet Aeranthes och familjen orkidéer. Inga underarter finns listade i Catalogue of Life.